# Eurybia franciscana
Eurybia franciscana är en fjärilsart som beskrevs av Felder 1862. Eurybia franciscana ingår i släktet Eurybia och familjen Riodinidae. Inga underarter finns listade i Catalogue of Life.